# 포크 공간
양자역학에서 포크 공간(Фок空間, 영어: Fock space)은 임의의 수의 자유입자의 상태를 나타내는 힐베르트 공간이다. 소련의 물리학자 블라디미르 포크가 1932년 도입하였다.
수학적으로, 다음과 같이 정의한다. 단입자 힐베르트 공간을 H라고 하자. S는 입자가 보손이면 공간을 대칭화하는 연산자, 페르미온이면 반대칭화하는 연산자라고 하자. 그렇다면 포크 공간 {\displaystyle F(H)}은 다음과 같이 단입자 힐베르트 공간의 텐서곱의 가군 직합의 완비화로 나타낸다.
{\displaystyle F(H)={\overline {\bigoplus _{n=0}^{\infty }SH^{\otimes n}}}}
만약 여러 종류의 입자가 존재할 경우 이에 대해 자연스럽게 확장할 수 있다.

## 하크 정리
포크 공간은 자유입자만을 나타낼 수 있다. 즉 상호작용하는 입자는 포크 공간으로 나타낼 수 없다. 이를 하크 정리(Haag's theorem)이라고 한다. 이 사실은 독일의 루돌프 하크가 1955년에 지적하였다.

## 바르그만 표현
포크 공간은 구체적으로 다음과 같이 나타낼 수 있다. 만약 1입자 힐베르트 공간 {\displaystyle V\cong \mathbb {C} ^{n}=\{(z^{1},\dots ,z^{n})\}}이 1차원이라고 하면, 바르그만-포크 공간(영어: Bargmann–Fock space) {\displaystyle {\mathcal {F}}^{2}(V)}는 다음 성질을 만족시키는 함수 {\displaystyle f\colon V\to \mathbb {C} }들의 집합이다.
- {\displaystyle f}는 정칙함수다. 즉, {\displaystyle {\bar {\partial }}_{i}f=0\forall i=1,\dots ,n}이다.
- 또한, 노름 {\displaystyle \Vert f\Vert ^{2}=(1/\pi ^{n})\int _{\mathbb {C} ^{n}}|f(\mathbf {z} )|^{2}\exp(-|\mathbf {z} |^{2})\,d^{n}\mathbf {z} }이 유한하다.

이 공간에 다음과 같은 노름을 주어, 힐베르트 공간으로 만들 수 있다.
{\displaystyle \langle f|g\rangle =(1/\pi ^{n})\int _{V}{\bar {f}}({\bar {\mathbf {z} }})g(\mathbf {z} )\,d^{n}\mathbf {z} }
이 경우, 다음이 성립함을 보일 수 있다.
{\displaystyle \langle f|\partial _{i}g\rangle =\langle z^{i}f|g\rangle }
또한,
{\displaystyle [\partial _{i},z^{j}]=\delta _{i}^{j}}
이므로, 다음과 같이 대응시키면 이 공간이 포크 공간과 동형임을 알 수 있다.
| 이름        | 포크 공간                                                                                           | 바르그만-포크 공간                                             |
| ----------- | --------------------------------------------------------------------------------------------------- | -------------------------------------------------------------- |
| 진공        | {\displaystyle \|0\rangle }                                                                         | 1                                                              |
| 생성 연산자 | {\displaystyle a_{i}^{\dagger }}                                                                    | {\displaystyle z^{i}}                                          |
| 파괴 연산자 | {\displaystyle a_{i}}                                                                               | {\displaystyle \partial _{i}}                                  |
| 다입자 상태 | {\displaystyle \left(\prod _{i=1}^{n}(a_{i}^{\dagger })^{n_{i}}/{\sqrt {n_{i}!}}\right)\|0\rangle } | {\displaystyle \prod _{i=1}^{n}z_{i}^{n_{i}}/{\sqrt {n_{i}!}}} |

만약 1입자 상태 {\displaystyle V}가 무한 차원 힐베르트 공간일 경우, {\displaystyle {\mathcal {F}}(\mathbb {C} ^{n})}들의 귀납적 극한을 취하여 바르그만-포크 공간을 정의할 수 있다.
바르그만-포크 공간은 발렌티네 바르그만(독일어: Valentine Bargmann)이 1961년 정의하였다.

## 같이 보기
- 폭 상태
- 텐서 대수
- 윅 정리
- 비가환 기하학
- 큰 바른틀 앙상블